# The Cusp of Magic
The Cusp of Magic je studiové album amerického smyčcového kvarteta Kronos Quartet. Vydala jej v únoru 2008 společnost Nonesuch Records. Historie kompozice sahá do roku 2005, kdy byl Riley Kronosem pověřen, aby ji pro kvartet složil u příležitosti svých sedmdesátých narozenin. Kromě členů Kronosu na albu hrála čínská hráčka na pchi-pchu Wu Man. Samotní členové kvarteta kromě svých nástrojů hrají také na různé perkuse. Riley kompozici věnoval Garymu Goldschneiderovi.

## Seznam skladeb
Autorem všech skladeb je Terry Riley.
1. The Cusp of Magic – 10:02
2. Buddha's Bedroom – 10:28
3. The Nursery – 5:03
4. Royal Wedding – 6:07
5. Emily and Alice – 4:05
6. Prayer Circle – 6:39

## Obsazení
- David Harrington – housle, buben, zvuky
- John Sherba – housle, zvuky
- Hank Dutt – viola, zvuky
- Jeffrey Zeigler – violoncello, zvuky
- Wu Man – pipa, zvuky, hlas